# 서자영
서자영(1997년 2월 12일 ~ )은 대한민국의 가수다. 2017년 싱글 앨범 [새벽램프]로 데뷔했다.

## 학력
- 성신여자대학교 현대실용음악학과

## 방송
- 너의 목소리가 보여 7 (2020)
- 포커스 : Folk Us (2020) - Top41(30위)

## 음반
- 새벽램프 (2017)
- 환상 (2018)
- 계절이 바뀌는 것처럼 (2018)
- 함께 (2018)
- 닿을 수 없게 (2020)
- Monologue (2020)
- Shape of Love (2021)
- 숨 (2022)

## 공연
- 서자영 단독 콘서트 [Monologue] (2020)